# 自然白金
自然白金（しぜんはっきん、native platinum、platinum）とは、白金を主成分とした元素鉱物である。白金は、箔や粒の形で産出する事例が多い。ナゲットは稀であり、結晶体を示す事例も稀である。

## 産出地
日本列島では北海道で産出した記録が残る。なお、自然白金に関する世界初の文書記録は、1500年代にスペイン人がコロンビア・リオピントの金砂鉱床から発見した時の物である。自然白金の重要な産地としては、南アフリカ共和国のブッシュベルト複合岩体とトランスパール、アメリカ合衆国モンタナ州のスティルウォーター複合岩体とアラスカ州のグッドニュースベイ、カナダのオンタリオ州、ロシアのノルリスクが挙げられる。

## 性質・特徴
自然白金の結晶系は等軸晶系である。化学組成の主成分は Pt だが、多くの場合で不純物が混ざった状態で産出する。不純物としては、白金以外の白金族元素が少量含まれていたり、場合によっては、鉄などの地球に多く含まれる元素や、銅なども少量含む。ところで、純粋な白金の密度を有効数字2桁で大雑把に言えば、21 (g/cm3)程度である。もちろん、白金の純度が高ければ、自然白金の密度も21 (g/cm3)に近付くものの、産出した自然白金の密度は、14 (g/cm3)から19 (g/cm3)程度である。純粋な白金の密度よりも低い理由は、白金よりも密度の低い不純物が混ざるために他ならない。
なお、ほとんどの自然白金とされる標本は、実際には「イソフェロ白金鉱」（Isoferroplatinum, Pt3Fe）という別の鉱物に分類されるが、磁性が多少強いという点を除いては外見上ほとんど区別できない。

## 自然白金グループ
- 自然白金 - Pt /(Ir,Rh,Pd)、等軸晶系
- 自然パラジウム - Pd /(Pt,Hg)、等軸晶系
- 自然イリジウム - Ir /(Os,Rh,Ru)、等軸晶系